# Kaolack
Kaolack es la capital de la región Kaolack en Senegal. Su población es de 233 708 habitantes (2013) y es el centro administrativo y comercial de la región. Kaolack es un puerto sobre el río Saloum en donde se comercia con maní, pieles, cervezas y pesca. Se produce sal en salinas cercanas a la ciudad. El ferrocarril entre Dakar y el río Níger pasa por la ciudad.

### Historia
Debido a la abolición de la esclavitud por parte de la administración francesa hacia la década de 1880, la zona en la que se encuentra Kaolack se destinó a la producción de cacahuetes. Tras el establecimiento de la Medina de Kaolack, que fue fundada por Ibrāhīm Niasse, la ciudad se convirtió en el mayor centro religioso de esta región senegalesa con motivo de la peregrinación a los templos que se construyeron en Kaolack. La Medina de Kaolack se fundó en la década de 1920, aunque la influencia religiosa de Niasse, atrajo a personas de fuera de las fronteras de Senegal, miles de personas de África Occidental visitaron la Medina desde principios de la década de 1950, incluyendo ciudadanos de Ghana, Nigeria, Camerún y Gambia, con motivos de iniciación espiritual y estudios religiosos.